# Braye-en-Thiérache
Braye-en-Thiérache è un comune francese di 150 abitanti situato nel dipartimento dell'Aisne della regione dell'Alta Francia.

## Società

### Evoluzione demografica
Abitanti censiti